# René Evalenko
René Joseph Christian Evalenko (Brussel, 31 augustus 1920 - aldaar, 22 februari 1980) was een Belgisch ambtenaar.

## Biografie
René Evalenko liep school aan het Atheneum van Sint-Gillis en studeerde handelsingenieur aan de École de commerce Solvay. Tijdens de Tweede Wereldoorlog was hij voorzitter van de studentenvereniging Cercle Solvay. Na de sluiting van de Université libre de Bruxelles organiseerde hij clandestiene cursussen. In 1943 benaderde Jean Burgers van de verzetsgroep Groep G hem om de verantwoordelijkheid voor het materiaal van de verzetsgroep over te nemen na de executie van Richard Altenhoff.
In 1944 werd hij secretaris van het Bureau voor de controle van het transport onder voorzitter Paul De Groote (BSP). Wanneer De Groote in 1946 minister van Economische Coördinatie en Nationale Wederuitrusting werd, volgde Evalenko hem als kabinetssecretaris. Hij werd tevens bestuurder van de Dienst voor Economische Recuperatie, het Maritiem Technisch Comité en de Interministeriële Economische Commissie.
In 1949 werd Evalenko economisch adviseur bij het Institut Émile Vandervelde, de studiedienst van de BSP, waar hij in 1953 directeur werd. In die hoedanigheid richtte hij in 1954 het tijdschrift Socialisme en in 1956 het weekblad La Gauche. Organe de combat socialiste op. Hij was tevens economisch adviseur van premier Achiel Van Acker en bestuurder van de Nationale Maatschappij voor Krediet aan de Nijverheid.
Van 1955 tot 1961 verving hij De Groote aan de Université libre de Bruxelles, waar hij verschillende economische vakken doceerde.
In 1961 werd Evalenko kabinetschef van vicepremier en minister van Buitenlandse Zaken Paul-Henri Spaak.
In 1962 werd hij voorzitter van het nieuw opgerichte Directorium voor de Kolennijverheid. In 1971 pleitte hij voor de afschaffing van de instelling.
In 1971 werd Evalenko directeur van de Nationale Bank van België en in 1976 lid van de Bankcommissie. Beide mandaten bekleedde hij tot zijn overlijden in 1980. Hij was tevens lid van de raad van beheer van de Algemene Spaar- en Lijfrentekas, het Centraal Bureau voor de Kleine Spaarders, het bestuurscomité van het Herdiscontering- en Waarborginstituut en het comité van het Rentenfonds.
Hij was tevens vicevoorzitter van de Société royale d'économie politique de Belgique.